# Variant Epsilon du SARS-CoV-2
Le variant Epsilon, également connu sous le nom de CAL.20C et faisant référence à deux lignées PANGO B.1.427 et B.1.429, est l'un des variants du SARS-CoV-2, le virus qui cause le COVID-19. Il a été détecté pour la première fois en Californie, aux États-Unis, en juillet 2020.
Depuis juillet 2021, Epsilon n'est plus considéré comme un variant d'intérêt par l'OMS.

## Mutation
Le variant a cinq mutations déterminantes (I4205V et D1183Y dans le gène ORF1ab, et S13I, W152C, L452R dans le gène S de la protéine Spike), dont la L452R (détectée auparavant également dans d'autres lignées non apparentées) était de préoccupation particulière. Les Centres pour le contrôle et la prévention des maladies ont répertorié le B.1.429 et le B.1.427 connexe comme « variants préoccupants » et émettent une prépublication pour dire qu'ils présentent une augmentation d'environ 20% de la transmissibilité virale, qu'ils ont un « impact significatif » sur certains anticorps neutralisants, mais pas sur tous les traitements qui ont reçu une autorisation d'utilisation d'urgence (EUA) par la Food and Drug Administration (FDA) pour le traitement ou la prévention de COVID-19. Par ailleurs, ils réduisent modérément la neutralisation dans le plasma collecté chez les personnes qui ont déjà été infectées par le virus ou qui ont reçu un vaccin contre le virus,. En mai 2021, l'Organisation mondiale de la santé (OMS) a donné au variant le nouveau nom de « variant Epsilon ».

## Historique
Le variant Epsilon (CAL.20C) a été observé pour la première fois en juillet 2020 par des chercheurs du Centre médical Cedars-Sinaï, en Californie, dans l'un des 1 230 échantillons de virus collectés dans le comté de Los Angeles depuis le début de l' épidémie de COVID-19. Il n'a été détecté à nouveau qu'en septembre lorsqu'il est réapparu parmi les échantillons en Californie, mais leur nombre est resté peu élevé jusqu'en novembre,. En novembre 2020, le variant Epsilon représentait 36% des échantillons collectés au Cedars-Sinai Medical Center, et en janvier 2021, le variant Epsilon représentait 50% des échantillons. Dans un communiqué de presse conjoint de l'Université de Californie à San Francisco, du California Department of Public Health et du Santa Clara County Public Health Department, il a été annoncé que le variant avait également été détecté dans plusieurs comtés du nord de la Californie. De novembre à décembre 2020, la fréquence du variant dans les cas séquencés du nord de la Californie est passée de 3 % à 25 %.
Dans une prépublication, CAL.20C est décrit comme appartenant au clade Nextstrain 20C et contribuant à environ 36 % des échantillons, tandis qu'un variant émergent du clade 20G représente environ 24 % des échantillons dans une étude centrée sur la Californie du Sud. À la suite du nombre croissant de cas de COVID-19 dû au variant Epsilon en Californie, le variant a été détecté à des fréquences variables dans la plupart des États américains. De petits nombres de cas de COVID-19 dus au variant Epsilon ont été détectés dans d'autres pays d'Amérique du Nord, ainsi qu'en Europe, en Asie et en Australie,. En juillet 2021, le variant Epsilon avait été détecté dans 45 pays, selon le GISAID. Après une première augmentation, sa fréquence a rapidement chuté à partir de février 2021 car il était supplanté par la variante Alpha, plus transmissible. En avril, Epsilon restait relativement fréquent dans certaines parties du nord de la Californie, mais il avait pratiquement disparu du sud de l'État et n'avait jamais pu s'implanter durablement ailleurs ; seulement 3,2 % de tous les cas de COVID-19 aux États-Unis étaient le fait d'Epsilon, alors qu'à ce moment-là, plus des deux tiers de tous les cas de COVID-19 aux États-Unis étaient le fait d'Alpha.